# Specie dell'Universo espanso di Guerre stellari
Questa è una lista delle specie presenti nell'Universo espanso di Guerre stellari. Tutte le razze di questa lista non fanno parte del nuovo canone ufficiale.

## A
- Gli anzati sono una specie aliena molto simile agli umani, caratterizzata da pelle grigiastra, nasi piatti e pronunciati, e da un paio di appendici simili a baffi che gli pendono dalle guance. Provengono dal pianeta Anzat. Hanno la capacità di paralizzare le proprie vittime grazie ai rozzi ma efficaci poteri telepatici di cui sono dotati e poi risucchiare la loro materia cerebrale, che chiamano "zuppa", infilando le appendici nel naso della preda. Sono lievemente sensibili alla Forza e dotati anche di sensi molto acuti, soprattutto l'olfatto. Hanno una durata di vita e proprietà rigenerative superiori agli umani. Un anzati fa la sua apparizione nella cantina di Mos Eisley in Una nuova speranza. Altri membri della specie compaiono nei fumetti Republic ed Eredità.
- Gli arachnor sono aracnidi grossi fino a due metri che abitano i funghi giganti del pianeta Arzid. Si nutrono principalmente di funghi, ma occasionalmente consumano anche la carne di creature viventi. Le loro tele sono le più appiccicose della galassia. Compaiono nella serie Jedi Prince.
- Gli arkaniani sono alieni simili agli umani che abitano il pianeta Arkania. Hanno la pelle scura, capelli e occhi bianchi, e possiedono una grande intelligenza e la capacità di vedere nello spettro infrarosso. Si considerano il culmine dell'evoluzione e per questo molti di loro manifestano un senso di arroganza e di superiorità nei confronti delle altre specie. Gli arkaniani sono conosciuti per essere eccellenti scienziati e per i loro esperimenti genetici di dubbia moralità su altre specie della galassia. Il Jedi Arca Jeth nel fumetto Le cronache dei Jedi è un arkaniano.

## B
- I barabel sono una specie rettiloide proveniente dal pianeta Barab I. Sono coperti di scaglie dure e scure, hanno una coda che possono anche recidersi e artigli retrattili. Sono molto forti fisicamente e dotati di lunghi denti a punta. I barabel sono tra le razze più temute e aggressive della galassia, malgrado ciò dimostrano molto rispetto per i propri familiari e per l'ordine Jedi. Una dei barabel più conosciuti è la Jedi Saba Sebatyne attiva nel periodo del nuovo ordine Jedi.
- I bimm sono due specie distinte che abitano il pianeta Bimmisaari. Poiché convivono sul loro mondo in pace da millenni, le due specie, pur essendo biologicamente diverse, hanno sviluppato una cultura unica e si identificano entrambe come bimm. I membri della prima razza sono umanoidi di bassa statura; la seconda specie invece comprende umanoidi anch'essi piccoli, ma coperti di peli, con lunghe orecchie molli, musi allungati e piccoli occhi scuri. I bimm vennero introdotti nel romanzo L'erede dell'Impero e descritti come piccoli umani, ma nell'adattamento a fumetti furono rappresentati con un aspetto non umano e le orecchie lunghe. Questa discrepanza venne corretta in guide e opere seguenti con la motivazione che esistono due specie differenti che condividono lo stesso nome e cultura.
- I blood carver sono una specie insettoide alta due metri, magra, dalla pelle gialla, musi piatti a forma di becco, e tre articolazioni per arto. Sono una cultura contraddistinta da forti legami sociali all'interno della stessa tribù, rispetto, semplicità e da una diffusa abnegazione a favore del lustro della comunità. Alcuni di loro sono abili assassini. Compaiono nel fumetto Tempi oscuri.

## C
- I caamasi sono una specie aliena proveniente dal pianeta Caamas. Hanno un aspetto umanoide, ma sono coperti da una pelliccia grigia o marrone, hanno tre dita per mano e volti animaleschi, con due orecchie a punta e un muso allungato. Sono noti per la loro calma, saggezza e natura pacifica, tanto che molti trovano impiego come diplomatici e mediatori. Fortemente legati e leali alla Repubblica Galattica e alla loro neutralità, con l'avvento dell'Impero molti camaasi rimangono uccisi nei bombardamenti sferrati al loro pianeta natale per ritorsione, e i superstiti si sparpagliano per la galassia formando piccole comunità su altri pianeti. Compaiono ne La mano di Thrawn e The New Jedi Order.
- I cathar sono una specie umanoide dai tratti felini, caratterizzata da postura bipede, pelo corto di colore chiaro, criniere e artigli retrattili. Si tratta di una fiera razza guerriera, legata alle sue tradizioni e rituali. Tra di esse la sacralità del legame affettivo, che rimane intatto per tutta la vita, fino al punto che, se uno dei due muore, l'altro non può avere un'altra relazione; o la "caccia di sangue", in cui un guerriero si abbandona alla violenza e alla frenesia per purgare i suoi istinti. Sono originari del pianeta Cathar, il quale viene attaccato dai mandaloriani durante le guerre mandaloriane, portando alla morte di gran parte della specie e alla fuga dei superstiti verso altri mondi. In seguito i cathar tornano a colonizzare e popolare il loro pianeta natale. Compaiono ne Le cronache dei Jedi, Star Wars: Knights of the Old Republic, Star Wars: The Old Republic e Star Wars: Eredità.
- I coway sono una razza umanoide nativa del pianeta Mimban. Hanno la pelle rossastra e occhi molto piccoli in grado di vedere molto bene nell'oscurità. Inoltre possono mangiare cibi che per gli umani sono velenosi, grazie al loro sistema digestivo sviluppato. Vestono con abiti molto semplici, che gli lasciano scoperta buona parte del corpo. Vivono sottoterra in tribù governate da un triumvirato, e la loro cultura è fondata sulla marzialità e la forza bruta[1]. Appaiono ne La gemma di Kaiburr.

## D
- I dashade sono umanoidi rettiliani, molto alti, robusti e muscolosi. La loro pelle può assumere diverse tonalità, dal marrone scuro fino al bianco sporco. Sono una razza di forti guerrieri e assassini di professione, e possiedono una certa immunità alla Forza. Il loro pianeta natale Urkupp, viene distrutto dall'esplosione di una supernova durante la grande guerra Sith, uccidendo gran parte della popolazione. Sebbene quasi estinti, alcuni gruppi di dashade sopravvivono al cataclisma e vengono avvistati sporadicamente nella galassia. Appaiono in Thrawn: Treason, Knights of the Old Republic, The Old Republic ed Eredità.
- I defel sono una specie dall'aspetto animalesco, coperti di pelo, dagli occhi rossi, muso e orecchie allungate, e denti sporgenti. Provengono dal pianeta Af'El, caratterizzato dall'assenza di uno strato d'azoto che permette alle luci ultraviolette di passare liberamente fino alla superficie, mentre le altre lunghezze d'onda dello spettro sono bloccate da gas densi nell'atmosfera del pianeta. Adattandosi a tali condizioni di vita i defel possono vedere solamente su lunghezze d'onda ultraviolette, e sono accecati dalle altre frequenze della luce, mentre il loro pelo, solitamente pigmentato in modo variegato, appare nero-bruno in condizioni ambientali normali. Hanno la capacità di flettere la luce intorno a loro in modo da rendersi quasi invisibili, motivo per il quale sono conosciuti anche come "ombre" o "spettri"[2]. Compaiono in Una nuova speranza, Dottoressa Aphra e nella trilogia di Thrawn.
- I drall sono una specie di piccoli bipedi, alti poco più di un metro. Hanno tratti animaleschi e sono coperti da una corta pelliccia, solitamente marrone, nera o rossastra. Anche mani e piedi sono coperti di pelo e sono artigliati. Riconducono la loro origine a mammiferi di piccola taglia. Il loro mondo nativo non è conosciuto, ma in tempi antichi furono trasportati su Drall[3], a partire dal quale hanno colonizzato anche altri pianeti del sistema di Corellia. I drall sono una specie pacifica, dignitosa ed equilibrata. Sono conosciuti per la loro grande intelligenza astratta e per la loro lunga tradizione archivistica. Compaiono in The Old Republic, Han Solo and the Lost Legacy, nella trilogia The Corellian Trilogy e in The New Jedi Order.
- I dulok sono una specie originaria della luna Endor. Sono lontanamente imparentati con gli ewok, ma appaiono più alti e magri, con un pelo più corto nelle tonalità del marrone, grigio e verde e orecchie e code lunghe. Possiedono una cultura primitiva e barbarica. Sono dei predatori, che emergono dalle paludi dove vivono per cacciare uccelli e razziare i villaggi degli ewok. Appaiono nella serie Ewoks dell'Universo espanso[4][5].

## E
- Gli echani sono una specie quasi umana originaria del pianeta Eshan, che si distingue per la carnagione chiara, i capelli bianchi e gli occhi argentati. Sono una cultura con una forte tradizione guerriera, che pratica il combattimento non solo come forma di violenza, ma come mezzo per conoscersi, come forma di comunicazione e con finalità artistiche. Per questo gli echani rifuggono l'uso di armi da fuoco e da getto e di armature pesanti, preferendo ricorrere ad armature leggere, armi bianche o al combattimento corpo a corpo. Sono anche conosciuti per la creazione di lame di grande qualità. La echani più conosciuta della serie è Brianna in Star Wars: Knights of the Old Republic II: The Sith Lords. Altri membri della specie appaiono in Star Wars: Knights of the Old Republic, Darth Bane - La regola dei due e Darth Plagueis.
- Gli elomin sono una specie umanoide proveniente dal pianeta Elom. Si pensa siano discendenti da una colonia di zabrak evolutasi in isolamento sul pianeta; infatti condividono con loro una pelle che può assumere diverse sfumature di rosa e piccole corna sulla testa. La loro società è basata su una continua ricerca di ordine e pulizia. Durante la dominazione imperiale molti elomin vengono reclutati forzatamente per lavorare nelle miniere di lommite, fino a quando il pianeta è liberato dalla Nuova Repubblica. Appaiono nella trilogia Coruscant Nights, nella trilogia di Thrawn e nella trilogia La crisi della flotta nera.

## F
- I fefze sono una specie insettoide proveniente dal pianeta Fef. I membri della specie hanno l'aspetto di grossi insetti, alti un metro e lunghi fino a tre, con un duro carapace nero e sei zampe. Sono provvisti di antenne, con le quali percepiscono suoni e odori e comunicano tra loro, e di ali, che permettono loro di volare per brevi tratti. I fefze si riuniscono in grandi sciami che manifestano un'intelligenza collettiva. Il ciclo vitale di un singolo fefze è intorno ai dieci anni, mentre gli sciami possono sopravvivere per secoli. Dispongono di un particolare sistema digestivo in grado di processare qualsiasi sostanza organica e trasformarla in nutrimento. Sono conosciuti per il loro talento artistico, nella danza e nella musica. Compaiono nella serie Jedi Prince e nella trilogia Dark Nest.
- I fosh sono una razza dall'aspetto di volatili. Essendosi evoluti dagli uccelli, hanno corpi piccoli ed esili, una postura digitigrada, artigli, antenne, un becco e una chioma di piume che cambiano colore in base all'umore. Hanno la singolare caratteristica di poter manipolare la composizione chimica delle loro lacrime per produrre varie sostanze come veleni o antidoti. Si tratta di una specie molto schiva e isolata. La fosh più conosciuta della serie è Vergere.

## G
- I gen'dai sono una specie rara e misteriosa, caratterizzata da corpi privi di ossa e composti da un groviglio informe di muscoli e nervi. Per questo motivo tendono a darsi una forma umanoide costringendosi in armature. La loro testa è l'unica parte del corpo ben delineata, con una bocca irta di denti aguzzi e due larghe orecchie pendenti. In quanto privi delle maggior parte degli organi comuni alle altre specie, i gen'dai sono estremamente resistenti ai danni fisici e possono addirittura sopravvivere a lacerazioni e amputazioni, rigenerandosi in breve tempo. Il sistema nervoso distribuito li rende inoltre molto reattivi e incuranti del dolore. Sebbene i loro corpi possano curarsi e vivere per migliaia di anni, i gen'dai non sono immuni agli effetti dell'invecchiamento sul loro cervello e sulla loro psiche. Sono un popolo nomade, generalmente pacifico e schivo. Il membro della specie più conosciuto è il cacciatore di taglie Durge[6]. Compaiono in The Old Republic, Clone Wars e Obsession.
- I gorax sono una razza di umanoidi giganti che abitano la luna Endor. Hanno un'altezza media di sei metri, il corpo coperto di pelliccia nera, e grosse orecchie con le quali percepiscono anche i rumori più deboli. Comunicano tra loro tramite un linguaggio molto semplice e primitivo. Vestono abiti di pelle di animali che cacciano durante la notte, in quanto i loro occhi mal sopportano la luce del sole. Non è raro che i gorax facciano incursioni nei villaggi degli ewok per rapirli e utilizzarli come cibo o animali da compagnia. Appaiono per la prima volta nel film L'avventura degli Ewoks e in seguito anche in Forces of Destiny[7].

## H
- Gli hssiss sono una specie di grosse lucertole. Misurano in media tre metri di lunghezza, di cui uno di coda, hanno la pelle verde a scaglie e una cresta di aculei sul dorso. Sono pericolosi predatori, originari del pianeta Ambria ma diffusi in tutta la galassia. Hanno una particolare affinità con il lato oscuro della Forza, che gli conferisce l'abilità di rendersi invisibili e rende il loro veleno particolarmente virulento. Appaiono ne Le cronache dei Jedi, Star Wars: Knights of the Old Republic II: The Sith Lords e Star Wars: The Old Republic.

## I
- Gli iskalloni sono una razza di umanoidi cyborg provenienti dal pianeta Iskadrell. Sono individui piccoli, alti fino a un metro e mezzo, e dalla pelle blu. Il loro fisico gli permette di assorbire e integrare materiale estraneo, per questo molti di loro si sono sottoposti a operazioni per inglobare protesi biotecnologiche e meccaniche. Considerano le altre specie inferiori, e per questo riducono in schiavitù altri popoli da usare come forza lavoro e come cavie per i loro esperimenti[8]. Compaiono in Guerre stellari - Il gioco di ruolo e Knights of the Old Republic.

## K
- I killik sono una specie insettoide che vive raggruppata in colonie chiamate nidi. Pur possedendo tutti lo stesso patrimonio genetico, i killik di ogni nido si differenziano sensibilmente per forma e dimensioni, che vanno da pochi centimetri di altezza a diverse decine di metri. Le caratteristiche più diffuse comunque sono un esoscheletro chitinoso di colore chiaro, quattro arti superiori artigliati, una postura bipede e mandibole sporgenti. La maggior parte dei membri della specie sono femmine, che depongono migliaia di uova e che assicurano quindi un alto tasso riproduttivo. I pochi maschi si occupano della fecondazione e di fondare nuove colonie. Dalle uova nascono larve, che entro un anno sono già diventate delle ninfe pronte a sostenere il proprio nido e a due raggiungono la maturità sessuale. I killik comunicano tramite feromoni e telepatia, in modo che le azioni dei singoli risultano controllate dalla coscienza collettiva della colonia; in questo modo un nido può assorbire anche individui esterni che vengono chiamati "joiner". La specie è originaria del pianeta Alderaan, ma già in tempi antichi, prima della colonizzazione umana, l'aveva abbandonato per trasferirsi nelle Regioni Ignote. Nella trilogia Dark Nest i killik scatenano la guerra dello sciame, in cui vengono sconfitti dall'Alleanza Galattica e dai Jedi.

## L
- I lepi sono una specie dall'aspetto di grossi conigli bipedi. Hanno la pelle verde o blu, e zampe, orecchie e incisivi molto lunghi. Sono originari del pianeta Coachelle Prime, dove vivono in colonie numerose scavate in tane sotterranee. Nonostante il loro elevato tasso riproduttivo, i lepi non sono molto diffusi e conosciuti al di fuori del loro pianeta. Gli individui che lo abbandonano tendono a trovare impiego come gregari, scout o specialisti. Il lepi più conosciuto della serie è il contrabbandiere Jaxxon nel fumetto Star Wars. Compaiono anche nella serie Star Wars: Forces of Destiny[9].

## M
- I massassi sono una classe guerriera della razza sith. Hanno il sangue di colore blu, con le protuberanze delle ossa che sporgono dalla pelle rossa, e sono di statura media piuttosto alta. Ne Le cronache dei Jedi formano il nucleo dell'esercito dell'Impero Sith durante la grande guerra iperspaziale. In seguito alla sconfitta dei Sith, Naga Sadow si rifugia con un'armata di massassi su Yavin IV, e li sottopone a degli esperimenti genetici trasformandoli in guerrieri grotteschi, crudeli e selvaggi. I massassi servono comunque con devozione Naga Sadow e costruiscono templi e palazzi in suo onore. In seguito Exar Kun stermina la specie rubando tutta l'essenza vitale dei massassi per legare il proprio spirito morente ai templi Sith di Yavin IV. Compaiono anche in Star Wars: The Old Republic.
- I mimbanite sono un popolo umanoide originario del pianeta Mimban. Sono imparentati con i coway, ma a differenza dei loro lontani cugini hanno la pelle verde, vivono sulla superficie invece che nel sottosuolo, e non posseggono la stessa forza e fierezza. Per questo quando l'Impero occupa il pianeta, i mimbanite si riducono a cercare di sopravvivere vivendo ai margini degli insediamenti imperiali, elemosinando e frugando tra i rifiuti[10]. Appaiono ne La gemma di Kaiburr.
- I miraluka sono una razza aliena umanoide che si differenzia dagli umani per l'assenza di occhi. Per mascherare questa loro mancanza e per ragioni sociali, sono soliti coprire la parte alta della testa con maschere, fasce o veli riccamente decorati secondo le loro antiche tradizioni. Impossibilitati quindi a usare la normale vista, i miraluka percepiscono l'ambiente attraverso l'uso della Forza, nei confronti della quale sono naturalmente sensibili. Non sono una razza molto diffusa, trovandosi principalmente sul loro pianeta Alpheridies e in poche altre colonie, tra cui Katarr. Tra i miraluka noti figurano Visas Marr, Shoaneb Culu e Jerec. Appaiono ne Le cronache dei Jedi, Knights of the Old Republic, Star Wars: Knights of the Old Republic II: The Sith Lords, Star Wars: The Old Republic e Star Wars Jedi Knight: Dark Forces II, e nelle opere canoniche Jedi della Repubblica - Mace Windu e Darth Vader: Signore oscuro dei Sith.
- I myneyrsh sono una specie originaria del pianeta Wayland. Sono piuttosto alti, hanno quattro braccia, ripartite in due per fianco, la pelle bluastra e della consistenza del cristallo, e dei musi allungati da tapiro. Sono una razza primitiva, belligerante e superstiziosa. Compaiono nella trilogia di Thrawn, in cui i myneyrsh e il loro pianeta vengono assoggettati da Joruus C'baoth fino alla sua morte. Nella serie The New Jedi Order vengono quasi sterminati durante l'invasione degli yuuzhan vong, ma piccoli gruppi si salvano nascondendosi o lasciando il pianeta. Nel fumetto Star Wars: Eredità, ambientato un secolo dopo, Wayland viene scelto per testare il Progetto Ossus, volto a ripristinare le condizioni ambientali dei pianti sconvolti dalla terraformazione degli vong. Il progetto viene però sabotato dai Sith, così che molti myneyrsh vengono avvelenati e subiscono terribili mutazioni fisiche.

## N
- I nagai sono alieni umanoidi dalla pelle chiara, fisici esili, capelli neri e volti con lineamenti spigolosi. Vivono sul pianeta Nagi. Sono conosciuti per le loro superiori abilità fisiche, l'intrepidezza e il grande senso dell'onore, che li rendono ottimi guerrieri. Possiedono inoltre un elevato carisma e l'abilità di persuadere e influenzare il loro prossimo ricorrendo al proprio fascino e alla voce. I nagai sono nemici giurati dei tof, e si trovano costantemente in guerra con loro. Appartiene a questa specie Darth Nihl. Appaiono nei fumetti Knights of the Old Republic, Star Wars e Star Wars: Eredità.
- I nelvaanian sono una razza umanoide, dal pelo blu, e musi che ricordano quelli dei lupi. Sono originari del pianeta Nelvaan. Sono una società pacifica, isolata, primitiva e legata alle tradizioni, che vive in tribù guidate da uno sciamano e da un capovillaggio; i maschi si occupano della caccia, mentre le femmine si dedicano all'agricoltura e alla crescita dei piccoli. In Star Wars: Clone Wars la Tecno Unione installa un laboratorio segreto sul pianeta e sottopone i maschi nelvaanian a esperimenti per trasformarli in guerrieri cyborg al servizio dei separatisti. Scoperta la cosa, Anakin Skywalker distrugge l'installazione e libera i prigionieri, che si ricongiungono ai loro clan[11].
- I neti sono una specie di piante senzienti, con corpi massicci coperti di rami e avvolti da una specie di corteccia. All'occorrenza possono mutare il proprio aspetto, assumendo la forma di un grosso albero, una forma antropomorfa o l'aspetto di una creatura quadrupede. Sono estremamente longevi e possono vivere per migliaia di anni, riproducendoci tramite semi solo poche volte ogni secolo; per questo il loro numero è esiguo. Producono quanto necessitano per vivere attraverso la fotosintesi e assorbendo acqua dall'ambiente. La specie è originaria del pianeta Myrkr, ma si è sviluppata poi su Ryyk. I Jedi Ood Bnar ne Le cronache dei Jedi e T'ra Saa in Star Wars: Republic e Star Wars: Eredità sono neti[12].

## O
- Gli omwati sono una specie umanoide dai corpi blu, magri ed esili e con chiome costituite da piccole penne di colore iridescente. Originari del pianeta Omwat, sono esseri civilizzati e pacifici, conosciuti per la loro intelligenza e per la loro propensione innata per la scienza e la tecnologia[13]. Scoperta l'esistenza degli omwati, l'Impero Galattico giunge sul pianeta per reclutarli come scienziati e studiosi e costringerli a produrre tecnologia militare. Appartengono a questa specie Qui Xux nella trilogia dell'Accademia Jedi, L'arma segreta e The New Jedi Order e Shi Shu nella serie Aftermath.
- Gli oswaft sono delle creature simili a grosse mante. Vivono nuotando nel vuoto dello spazio e hanno l'abilità di viaggiare attraverso l'iperspazio per brevi distanze. I loro corpi triangolari sono trasparenti, misurano in media un chilometro di larghezza e hanno numerosi tentacoli sul ventre. Sono creature molto longeve e intelligenti, che comunicano inviando segnali microonde. Vivono in una nebulosa chiamata ThonBoka, dove si nutrono di sostanze emesse dal loro sole. Appaiono nel romanzo Lando Calrissian and the Starcave of ThonBoka.

## P
- I phlog sono dei giganti umanoidi dalla pelle verde o rossastra. Sebbene possono essere una minaccia quando sono adirati o perdono il controllo, sono apprezzati per la loro forza e docilità, e per questo vengono impiegati diffusamente nella galassia per i lavori manuali o come guardiani. Una tribù di phlog si è insediata anche sulla luna Endor, dove hanno colonizzato i deserti e le montagne. Combattono spesso con i gorax, mentre sono pacifici nei confronti degli ewok[4]. Compaiono nella serie animata Ewoks e nei romanzi della serie Jedi Quest.
- I psadan sono una delle razze indigene del pianeta Wayland. Hanno una pelle spessa, dura e grigia che assomiglia a una corazza o alla roccia. Sono una cultura guerriera, perennemente in lotta con i loro vicini myneyrsh. I psadan compaiono nella trilogia di Thrawn, in cui vengono assoggettati da Joruus C'baoth fino alla sua morte. Nella serie The New Jedi Order vengono quasi sterminati durante l'invasione degli yuuzhan vong, ma piccoli gruppi si salvano nascondendosi nelle giungle del pianeta.
- I p'w'eck sono una specie rettile originaria del pianeta Lwhekk. Hanno un aspetto simile ai ssi-ruuk ma di taglia più piccola, con postura bipede, zampe anteriori piuttosto corte, una coda e grosse fauci. Poiché vengono considerati scarsamente civilizzati, poco intelligenti e inferiori dai ssi-ruuk, sono stati ridotti in schiavitù e vengono utilizzati come forza lavoro facilmente rimpiazzabile. Ne La tregua di Bakura i p'w'eck fondano un movimento di emancipazione dai ssi-ruuk che ottiene i primi successi nel rivendicare i loro diritti. Il movimento riesce infine a rovesciare i ssi-ruuk durante l'invasione degli yuuzhan vong in The New Jedi Order, e i p'w'eck ottengono così l'emancipazione e il diritto a stabilirsi sul pianeta Bakura.

## R
- I rakata, chiamati anche i "Costruttori", sono una specie umanoide con caratteristiche simili ad anfibi che compaiono nel fumetto L'alba degli Jedi e nel videogioco Star Wars: Knights of the Old Republic. Inizialmente primitivi, devono la loro evoluzione ai kwa, i quali in buona fede insegnano loro a usare la Forza e a costruire armi e astronavi, come avevano sempre fatto in passato con altre razze. Ma i rakata, essendo per natura crudeli e assetati di potere, usano i doni dei kwa per imporre la loro volontà su altre razze, combattendo persino contro i loro stessi benefattori per sottrargli uno dei segreti più importanti della loro tecnologia, i Cancelli dell'infinito, un potente dispositivo che i kwa utilizzano per il trasporto istantaneo. Usando la loro conoscenza nel campo delle scienze e della Forza, i rakata perfezionano l'iperguida, che gli consente per la prima volta i viaggi iperspaziali, e partono alla conquista dei pianeti della galassia. Al suo apogeo, intorno al 36.000 BBY, l'Impero Infinito conta 500 pianeti e la popolazione è costituita da 10 miliardi di rakata, e 1.000 miliardi di schiavi. Per mantenere stabile il loro impero, i rakata necessitano di una scorta continua di rifornimenti; a questo scopo viene creata una potente fucina spaziale, la Star Forge. Come entità semi-vivente la Star Forge si nutre del lato oscuro e manipola i rakata per farli cadere in uno stato di guerra civile, alimentandosi della rabbia e dell'odio della guerra. Contemporaneamente una malattia sviluppata da una delle specie schiavizzate colpisce i rakata e indebolisce sempre di più l'impero. I rakata si riducono sempre di più fino al punto che le specie sottomesse si ribellano. Nel 25.000 BBY l'Impero crolla, e i rakata rimanenti si ritirano sul loro mondo natale, Rakata Prime, la loro storia e la loro capacità di sentire la Forza quasi totalmente perdute[14].
- I rattataki sono una razza quasi umana dalla pelle pallida e senza capelli proveniente dal pianeta Rattatak. Isoltati dal resto della galassia, i rattataki hanno sviluppato una cultura violenta e belligerante, con frequenti scontri intestini o con gli altri abitanti del pianeta; per questo sono rimasti piuttosto primitivi e arretrati. Compaiono nel videogioco Star Wars: The Old Republic e nel fumetto Republic[15].
- I ruurian sono una specie senziente di insettoidi del pianeta Ruuria. Nella loro forma larvale appaiono come larve lunghe un metro, con quattordici arti e antenne di piume sul capo. Questa è anche la forma più intelligente della specie e la responsabile dell'amministrazione della società. Le larve che raggiungono la maturità passano da uno stadio di crisalide per trasformarsi poi in creature alate, meno intelligenti e dedite unicamente al soddisfacimento dei propri bisogni e alla riproduzione. La società ruurian è divisa in numerose colonie, molte delle quali si sono stanziate anche in altri pianeti della galassia. I ruurian appaiono nei romanzi Han Solo and the Lost Legacy, The New Rebellion, nella duologia La mano di Thrawn e nella serie The New Jedi Order.
- I ryn sono una razza umanoide. I loro corpi sono coperti da pelliccia, hanno capelli bianchi, code prensili e nasi a forma di becco. Sono un popolo nomade che viaggia per la galassia senza fissa dimora e ha da secoli dimenticato il suo pianeta di origine. Per questo vengono emarginati, trattati con pregiudizio o ignorati dalle altre specie. Sono però apprezzati per le loro danze, la musica e l'attitudine a divertirsi per godersi l'esistenza. Il popolare gioco di carte sabacc deriverebbe proprio dalla loro cultura e dai loro giochi di carte per predire il futuro. Gli hutt, che sono molto superstiziosi, apprezzano molto i cartomanti ryn e spesso si rivolgono a loro per farsi predire il futuro. I ryn sono stati ideati da James Luceno per The New Jedi Order, prendendo ispirazione dal popolo rom[16]; compaiono anche in Catalyst: A Rogue One Story.

## S
- I selonian sono una specie di mammiferi dai lunghi corpi affusolati, coperti da una pelliccia bruna o nera e provvisti di coda, che usano per bilanciarsi quando camminano su due zampe. Hanno una struttura eusociale: vivono infatti in colonie sotterranee con una sola regina fertile, una manciata di maschi con compiti esclusivamente riproduttivi e numerose femmine sterili che svolgono tutte le funzioni della colonia. Sono originari del pianeta Selonia, ma si sono poi espansi in tutto il sistema di Corellia. Sebbene dispongano di una tecnologia avanzata, spesso non si muovono dal loro pianeta. Appaiono in Star Wars: The Old Republic, nella serie Boba Fett, in The Corellian Trilogy e nella serie The New Jedi Order[17].
- I sith sono una specie umanoide originaria del pianeta Korriban e in seguito trasferitasi su Ziost. Hanno la pelle rossa, delle appendici tentacolari facciali e una predisposizione naturale all'uso del lato oscuro della Forza, che sfruttano per creare stregonerie e per combattersi tra loro. Sono una società barbarica e primitiva, dominata dalle caste dei sacerdoti e dei guerrieri, questi ultimi chiamati massassi. Intorno al 7 000 BBY alcuni Jedi Oscuri in rotta con il resto dell'ordine si rifugiano su Korriban. I secoli seguenti di incorci tra le due specie e di manipolazioni genetiche eseguite tramite la Forza trasformano la razza originaria in un ibrido tra esuli umani e nativi sith. La nuova società raggiunge l'apogeo due millenni più tardi, ma dopo la sconfitta riportata nella grande guerra Sith viene quasi del tutto annientata e la sua eredità è raccolta dalla setta oscura dei Sith[18]. I sith appaiono ne Le cronache dei Jedi, Lost Tribe of the Sith e Star Wars: The Old Republic. Nel fumetto L'alba degli Jedi uno dei protagonisti è Sek'nos Rath, un Jedi di razza sith.
- Gli sketto sono creature provviste di due paia d'ali, il corpo lungo un metro e quattro zampe. Abitano le caverne dei pianeti Tatooine e Malastare, da cui fuoriescono all'imbrunire per andare a caccia. Si nutrono del sangue di altre creature, che assorbono azzannandole coi loro denti aguzzi. Compaiono nei videogiochi Bounty Hunter e L'Impero in guerra.
- Gli squib sono creature umanoidi col muso animalesco, alte un metro circa, con grossi occhi e pelo corto di colore che varia dal rosso al blu. Sono originari di Skor II, un pianeta caratterizzato da illimitate risorse variamente distribuite; di conseguenza gli squib hanno sviluppato un sistema sofisticato di baratto e scambio, per i quali sono famosi nella galassia. Sono esseri socievoli, vivaci, pieni di energia e curiosi. Durante le guerre dei cloni ricevono l'aiuto dei Jedi per difendersi dai separatisti, mentre scelgono di rimanere neutrali durante la guerra civile galattica[19]. Gli squib compaiono in Guerre stellari - Il gioco di ruolo, Star Wars - Il gioco di ruolo, nella trilogia Dark Nest e in Fate of the Jedi.
- I ssi-ruuk sono una razza di grossi sauri bipedi, dotati di coda e ricoperti da spesse scaglie, originari del pianeta Lwhekk. Possiedono una notevole forza fisica e basano la loro tecnologia sull'estrarre la forza vitale degli altri esseri e utilizzarla come fonte energetica. La loro civiltà è organizzata nell'Impero Ssi-ruuvi e dominata dalla religione, da cui discende una rigida divisione in caste: i ssi-ruuk blu sono i politici e i leader della società; i ssi-ruuk oro costituiscono la casta clericale mentre quelli rossi sono i militari. La casta più numerosa è rappresentata dai ssi-ruuk verdi che sono i lavoratori. Inoltre vi è una casta di schiavi, appartenenti però alla specie dei p'w'eck. Ne La tregua di Bakura i ssi-ruuk lanciano un attacco alla galassia nei pressi del pianeta Bakura qualche tempo dopo la battaglia di Endor. Vengono però sconfitti da una coalizione tra l'Alleanza Ribelle e le forze imperiali residue e ricacciati nelle Regioni Ignote, dove sono poi decimati da un attacco dei chiss. In The New Jedi Order, approfittano dell'invasione degli yuuzhan vong per tentare una seconda invasione a Bakura, ma sono definitivamente sconfitti e rovesciati da una sommossa dei p'w'eck[20].

## T
- I terentatek sono creature dall'aspetto minaccioso: sono alti circa tre metri, con corpi robusti e irti di spunzoni; le loro fauci e i loro artigli sono velenosi. Vivono in caverne e tombe dove è forte la presenza del lato oscuro e si nutrono del sangue di esseri sensibili alla Forza. I terentatek si sono originati sul pianeta Korriban, dove il potere del lato oscuro ha distorto la loro forma e corrotto le loro menti[21]. Come effetto, i terentatek sono parzialmente immuni agli effetti della Forza. Compaiono nei videogiochi Star Wars: Knights of the Old Republic e Star Wars: The Old Republic.
- I t'landa til sono una razza di alieni quadrupedi legati alla specie degli hutt. Hanno grossi corpi protetti da una pelle coriacea e grigia, quattro zampe robuste, due braccia più piccole e un corno sulla fronte. Sono originari del pianeta Varl e come i loro cugini hutt si sono poi stabiliti su Nal Hutta. Sono capaci di manipolare i sensi degli altri esseri viventi attraverso appositi vocalizzi e vibrazioni per creare sensazioni di gioia e felicità[22]. I t'landa til appaiono ne La trilogia di Han Solo.
- I togorian sono una razza di umanoidi dalle fattezze feline. Sono esseri alti coperti da pelliccia e dotati di una muscolatura e da una struttura scheletrica che li rende molto agili e forti. Abitano il pianeta Togoria; poiché risultano piuttosto diffidenti dagli estranei, hanno pochi contatti con il resto della galassia. I maschi togorian seguono uno stile di vita nomade votato alla caccia, mentre le femmine si sono stanziate in villaggi e città dove crescono i piccoli e si dedicano all'allevamento e alla produzione di apparecchiature tecnologiche. Una volta all'anno, i maschi tornano nelle città per ricongiungersi con le loro famiglie. Compaiono nelle serie di romanzi Apprendista Jedi, La trilogia di Han Solo, La mano di Thrawn, The New Jedi Order e nel fumetto Tempi oscuri.
- I tof sono umanoidi dalla pelle verde del pianeta Tof. Hanno fisici massicci e muscolosi, che li rallentano nei movimenti ma che conferiscono loro una forza spaventosa. Presentano una cultura guerriera, espansionista e improntata al rispetto delle tradizioni. Dopo aver sconfitto i nagai e conquistato tutti i pianeti circostanti, lanciano un attacco alla Nuova Repubblica nel fumetto Star Wars, ma vengono sconfitti e ricacciati indietro.
- I trianii sono degli umanoidi felini originari del pianeta Trian che abitano varie zone del Settore Corporativo. A differenza delle altre specie feline, i trianii hanno code prensili, che impiegano per fare acrobazie, aggrapparsi o saltare. Hanno un ottimo equilibrio e una vista eccellente; il loro pelo può assumere colorazioni differenti. Sono una specie avanzata e temeraria. Appaiono nei romanzi Han Solo, guerriero stellare e Catalyst: A Rogue One Story, nella serie The New Jedi Order e nel fumetto Tempi oscuri.

## V
- I verpine sono degli alieni insettoidi con corpi chitinosi, snelli e allungati, quattro arti, andatura bipede e grossi occhi compositi. Possono comunicare tra di loro tramite l'emissione di onde radio dalle loro antenne. Prima della fondazione della Repubblica hanno colonizzato la cintura rocciosa di asteroidi, dove hanno creato degli insediamenti a discapito dell'ambiente inospitale. I verpine sono rinomati nella galassia per la loro avanzata tecnologia e per essere degli eccellenti produttori e manutentori di navi stellari. Un membro della specie compare per la prima volta nel fumetto Star Wars. Altri sono presenti anche in Tempi oscuri, X-wing, nella trilogia Dark Nest e in Legacy of the Force.
- I vor sono una razza di umanoidi volanti che vivono sul ventoso pianeta Vortex. Hanno corpi esili e slanciati di colore verde e due paia d'ali formate da membrane di pelle. Sono una specie creativa, pacifica e riservata, soprattutto nel manifestare emozioni. Nella galassia sono conosciuti principalmente per un'elaborata costruzione sul loro pianeta fatta per risuonare al vento, dove i vor tengono un soave concerto una volta l'anno. Appaiono nella trilogia dell'Accademia Jedi e in The New Jedi Order.
- I vratix sono insettoidi nativi del pianeta Thyferra. Appaiono di media grandezza, con sei arti provvisti ognuno di due articolazioni, colli lunghi e grossi occhi neri. Dotati di elevata logica e senso pratico, i vratix sono famosi per la produzione del liquido rigenerativo bacta, che commerciano in tutta la galassia. Appaiono nella serie di romanzi X-wing e nella trilogia Dark Nest.

## Y
- Gli yaka sono una razza di grossi cyborg semi-umani provenienti dal sistema di Yaka. Originariamente un popolo primitivo e ottuso, sono stati modificati dagli arkaniani attraverso esperimenti genetici con l'innesto di protesi e di cervelli cibernetici; questo li ha resi estremamente intelligenti ma anche inespressivi e freddi. Gli yaka sembrano comunque aver accettato di buon grado questi innesti, tanto che in seguito sono loro stessi ad applicarli ai loro figli per dotarli della loro stessa intelligenza. Compaiono nel fumetto Dark Empire e nella serie di romanzi Fate of the Jedi.
- Gli yevetha sono umanoidi provenienti dal pianeta N'zoth. Sono caratterizzati da un aspetto scheletrico, con corpi magri, smunti, ossuti, pelle pallida e glabra. I loro polsi nascondono un lungo e affilato artiglio retrattile. Si nutrono di sangue e per questo la violenza, la morte e i sacrifici rituali sono molto diffusi nella loro società. La struttura sociale degli yevetha è fondata sull'onore e sulle classi di rango, tanto che un individuo ha potere di vita e di morte sugli altri di rango inferiore. Estremamente xenofobi, gli yevetha considerano feccia le altre razze. Vista la loro notevole intelligenza e abilità tecnologica, l'Impero occupa il loro pianeta schiavizzandoli come lavoratori nei cantieri navali durante la guerra civile galattica. Nella trilogia La crisi della flotta nera gli yevetha si appropriano della tecnologia imperiale per sviluppare una vasta armata e lanciare un attacco alla Nuova Repubblica, ma vengono sconfitti. Passano gli anni successivi a preparare un nuovo assalto, ma in The New Jedi Order il loro pianeta viene invaso dagli yuuzhan vong, che sterminano quasi tutta la razza.
- Gli ysalamiri sono delle creature simili a grosse lucertole che vivono sugli alberi nelle foreste del pianeta Myrkr. Posseggono la singolare caratteristica di creare una bolla invisibile intorno a loro che respinge la Forza. Le dimensioni della bolla arrivano a una decina di metri, ma possono essere anche di chilometri nel caso di assembramenti di un gran numero di creature. Per questa loro abilità gli ysalamir vengono impiegati dal Grand'ammiraglio Thrawn nella trilogia di Thrawn per proteggersi dagli attacchi di Forza dei Jedi[23]. Compaiono anche nelle serie The New Jedi Order e Fate of the Jedi.
- Gli yuuzhan vong sono una razza proveniente da una galassia esterna a quella conosciuta. Sono un popolo di guerrieri, con un credo religioso fanatico ed estremista, che rifuggono qualsiasi tipo di tecnologia basando tutta la loro civiltà sulle biotecnologie. Risultano immuni e insensibili alla Forza. Sono gli avversari principali della serie di romanzi The New Jedi Order, nella quale viene raccontata la loro invasione della galassia nel 25 ABY.
- Gli yuzzem sono una specie di grossi umanoidi dal pelo marrone, musi allungati, zanne e artigli provenienti dal pianeta Ragna III. Sono forti e facilmente irascibili, ma seguono anche un rigido codice d'onore. Per via della loro somiglianza con gli wookiee si suppone che le due razze abbiano antenati in comune. Durante la dominazione imperiale molti yuzzem vengono utilizzati dall'Impero come schiavi. Ne La gemma di Kaiburr due membri della specie aiutano Luke e Leila nella loro ricerca dell'artefatto, mentre in Fate of the Jedi lo yuzzem Barratk'l viene eletto nel consiglio Jedi.

## Z
- Gli zeltron sono una specie umanoide che si distingue per il colore della pelle in diverse gradazioni del rosso e per i capelli di tonalità accese e vivaci. Molti di loro sono considerati attraenti dagli umani e dalle altre specie umanoidi; hanno inoltre la capacità di produrre feromoni, che gli permettono di aumentare ulteriormente il loro fascino. Altra loro caratteristica peculiare è l'abilità di trasmettere e leggere in misura limitata le emozioni del prossimo, motivo per il quale gli zeltron si fanno spesso trasportare dai sentimenti. La loro cultura è profondamente influenzata dalla sessualità e dalla ricerca del piacere. Provengono dal pianeta Zeltros. Gli zeltron sono stati creati da Mary Jo Duffy, Kerry Gammill e Tom Palmer per il fumetto Star Wars. Appartengono a questa specie Rohlan Dyre in Knights of the Old Republic e Star Wars: Knights of the Old Republic e Deliah Blue in Eredità.